# Batalion Wolonterów płk. Walentego Kwaśniewskiego
II Batalion Wolonterów płk. Walentego Kwaśniewskiego – polski oddział piechoty wchodzący w skład wojsk powstańczych okresu insurekcji kościuszkowskiej. Został sformowany na przełomie kwietnia i maja 1794 przez płk. Walentego Kwaśniewskiego.

## Formowanie i walki
Batalion został sformowany na przełomie kwietnia i maja 1794 przez płk. Walentego Kwaśniewskiego.
21 kwietnia Rada Zastępcza Tymczasowa mianowała Kwaśniewskiego pułkownikiem i opublikowała zarządzenie w sprawie rekrutacji trzech jednostek wolonterskich.  Wójt VI Cyrkułu, Jan Denert, otrzymał polecenie dostawienia rekrutom chleba, a koniom siana i owsa z magazynów rosyjskich. 23 kwietnia płk Kwaśniewski wyprowadził ponad 400-osobowy batalion z Warszawy pod Zegrze. 7 maja batalion osiągnął liczbę 500 żołnierzy i posiadał około 120 koni. 24 maja Kwaśniewski otrzymał nowy etat, ustalony dla pułków milicyjnych. Zdecydował się więc na formalne oddzielenie piechoty od jazdy i utworzenie drugiej jednostki (pułku jazdy) pod jednym dowództwem.
14 lipca oddział Kwaśniewskiego liczył 400 głów piechoty i 100 jezdnych. 8 sierpnia Kwaśniewski z batalionem piechoty i pułkiem lekkiej kawalerii został wysłany na wzmocnienie jednostek operujących na terenie województw lubelskiego i brzesko-litewskiego; 24 sierpnia zameldował się u gen mjr. Antoniego Baranowskiego, lecz tylko z 300 żołnierzami piechoty. W wyniku rekrutacji, 13 października batalion liczył  400 ludzi. Najwyższy stan liczebny batalionu odnotowany został 2 listopada w obozie na Pradze. Posiadał wtedy 454 głowy. W czasie szturmu Pragi jednostka została rozbita.

## Żołnierze batalionu
Organizatorem i dowódcą batalionu był płk Walenty Kwaśniewski. Po 8 sierpnia Kwaśniewski osobiście dowodził raczej pułkiem jazdy; a faktycznie batalionem dowodził ppłk Aleksander Poniński. Kompaniami dowodzili kapitanowie: Augustyn Topolski, Dionizy Zieleniewski, Józef Chrzanowski, Jan Brunet. W każdej kompanii znajdował się porucznik, podporucznik i chorąży. Byli to: porucznicy – Szymon Kiliarski, Kacper Stawiński, Aleksander Gołuchowski, Ambroży Zaborowski; podporucznicy – Józef Ostrowski, Józef Machomacki, Jan Duklo, Bogusław Różycki; chorążowie – Józef Bolesta, Erazm Wolski, Jan Czapierzyński, Jan Łoniewski.